# Antonio Cano
Antonio Cano (fine XIV secolo – Sassari, 1478) è stato un arcivescovo cattolico del Regno di Sardegna spagnolo che ha retto l'arcidiocesi di Sassari nel XV secolo.

## Biografia
Non appare particolarmente agevole ricostruire la vita del Cano. La sua data di nascita andrà verosimilmente collocata a cavallo tra XIV e XV secolo se è vero che, in qualità di vescovo, egli celebrò un sinodo nella chiesa di S. Maria d'Ozieri (12 marzo 1437) e che nell'ottobre del 1448, dopo essere stato rettore della villa di Giave, «dove soffrì non pochi dispiaceri dalla musoneria di alcuni preti di Sorres», poi eletto abate commendatario della Trinità di Saccargia dell'ordine camaldolese e quindi ordinato vescovo di Bisarcio (luglio 1436), venne trasferito alla Chiesa metropolitana di Torres dove, come successore di Pietro Spano, assunse dignità arcivescovile in San Nicola (1448-1476). Si sa che nel 1470 fu nominato esecutore testamentario di Salvatore Cubello, marchese di Oristano, deceduto senza eredi diretti, e che a sostituirlo nella carica fu tal Ioannes de Sos (1478) decano della cattedrale di Barcellona. La notizia che il re Alfonso V il Magnanimo lo abbia nominato oratore di corte non è sufficientemente provata. La sua morte dovrà quindi essere collocata tra il 1476 e il 1478. Antonio Cano è conosciuto per essere stato il primo autore di un'opera letteraria in lingua sarda: Sa vitta et sa morte, et passione de sanctu Gavinu, Prothu et Januariu.

## Opera
Sa vitta et sa morte, et passione de sanctu Gavinu, Prothu et Januariu è la più antica opera letteraria in lingua sarda fino a oggi ritrovata. La produzione in sardo, antecedente a quest'opera, era prevalentemente modellata attraverso una codificazione riferita al registro cancelleresco o a tipologie testuali di tipo legislativo e cronistico. Si trattò, a partire dall'XI secolo, di una documentazione in volgare (logudorese, arborense e campidanese) di ambito giuridico, prodotta nelle cancellerie giudicali, nei monasteri e in alcuni centri urbani, concomitante con una produzione agiografica in latino. I tipi fondamentali della scripta volgare sarda antica furono: le Carte, concessioni di beni o privilegi (esenzioni dai tributi), i Condaghi, registri in cui si trascrivevano atti di donazione o lasciti a chiese o monasteri, la Carta de Logu, codici legislativi e, nell'ambito della scrittura cronistica, il Liber o Libellus Judicum Turritanorum. Il coesistere di una produzione in lingua latina in epoca giudicale è testimoniata dalle legendae e dagli officia dei santi e dei martiri sardi, databili a partire dall'XI secolo (San Lussorio, San Giorgio di Suelli, San Saturno, i santi Gavino, Proto e Gianuario, martiri turritani). La presenza di nuclei di «narratività», «diacronicità», drammatizzazione scenica e dialogica, all'interno di tessuti linguistici costruiti con finalità eteronome rispetto a quelle estetiche, non consente infatti di parlare di vere opere letterarie prima di Sa Vitta.

### Edizioni varie dell'opera
Il poemetto, di argomento agiografico, è stato trasmesso attraverso un'edizione a stampa del 1557 conservata in esemplare unico, adespoto, nella sezione sarda della Biblioteca dell'Università di Cagliari. L'edizione reca, segnata a penna da mano più recente, l'attribuzione ad Antonio Cano, tale attribuzione risale a Giovanni Francesco Fara. Sa Vitta è un'edizione a stampa senza note tipografiche e con la sola indicazione nel colophon: «Sanu de sa incarnatione | MDLVII». In base allo studio fatto sul testimone, la fascicolazione si articola in due quaternioni e un duerno. La posizione della filigrana e dei filoni dice che il formato della cinquecentina è In ottavo (e non in dodicesimo, come scrisse Pietro Martini). Poiché l'edizione è priva di note tipografiche, si pone il problema della provenienza e dell'individuazione del luogo di stampa.  Nel 1912 Max Leopold Wagner pubblicò una edizione diplomatica del poemetto. Pur con alcune letture dubbie, in parte corrette da Francesco Alziator (che, nel 1976, ne curò un'edizione diplomatico-interpretativa), quella del linguista tedesco rimane senza dubbio un'opera significativa per il suo carattere pionieristico. Alziator, invece, intese procurare un'edizione che potesse circolare presso un pubblico più ampio, non solo di studiosi. Nel 2002 è uscita una nuova edizione a cura di Dino Manca per il Centro di Studi filologici sardi. Questa edizione, corredata di note filologiche e di commento, passa in rassegna alcune delle principali questioni che riguardano il poemetto: l'attribuzione, il luogo di edizione e le caratteristiche della stampa, la ricezione del testo, la contestualizzazione, le fonti del poema e i caratteri mitizzanti della leggenda relativi ai martiri ma, soprattutto, grazie alla presenza di un ricco glossario, il tessuto linguistico e il contingente lessicale dell'opera. La lingua del poemetto appartiene, infatti, all'area nord-occidentale del logudorese, varietà eterogenea e composita del sardo. È un idioma «diverso da quello antico dei Condaghi e dei documenti cancellereschi; certamente più evoluto dal punto di vista morfo-sintattico, più variegato e contaminato sia sul versante lessicale sia su quello grafico-fonetico, da elementi allogeni. Latinismi, italianismi e iberismi coesistono in un rapporto simbiotico col mutante elemento indigeno e con le sue strutture organizzative più profonde. Il sardo è l'asse centrale che veicola gli altri codici e contiene in sé il fermento di tali mescidanze. Tale dinamica rappresenta la ricchezza stessa del testo, in quanto valore connotativo di rilevanza culturale e stilistica e insieme specchio significativo di un'epoca. Un flusso magmatico, attraversato da istanze così stratificate e profonde, è certo il risultato di fenomeni differenti, di varia natura, la cui intelligibilità richiede la messa in opera di capacità decifratorie, esegetiche ed ermeneutiche, di tipo interdisciplinare». Le edizioni di Alziator e Manca, trattandosi di un testimone unico, sono conservative e si rifanno più strettamente alla cinquecentina, salvo l'aggiunta dei segni diacritici e dell'interpunzione, lo scioglimento dei nessi e qualche indispensabile correzione. Una questione riguardante la fissazione del testo si è posta in relazione a uno scorretto svolgimento narrativo. Insidioso è stato per gli studiosi il lavoro di intervento quando l'opera di individuazione della consecutio crono-topica della fabula (prima-dopo/causa-effetto) si è arrestata dinanzi a una rottura della coerenza logica del testo e del racconto. Tale incongruenza è stata giudicata «non emendabile» dal più recente editore del testo, il quale ritiene che «la scarsa organicità narrativa faccia parte della natura stessa del poemetto» (2002, p. 9). Al contrario, nei saggi di Giancarlo Porcu (2005 e 2009), prendendo spunto da una dimenticata nota di Raffa Garzia dove di fronte al disordine narrativo dei primi trecento versi del poemetto se ne proponeva il riordinamento, si dà un contributo decisivo al restauro del testo attraverso l'analisi di una più complessa serie di scorrettezze narrative interdipendenti di cui Porcu rintraccia l'origine meccanica in sede codicologica, ossia in un errore d'impaginazione rispecchiato o direttamente generato dal manoscritto utilizzato come modello per la stampa.

## Opere
- Sa Vitta et sa Morte, et Passione de sanctu Gavinu, Prothu et Januariu, 1557.

## Edizioni
- Max Leopold Wagner, Il martirio dei SS. Gavino, Proto e Januario di Antonio Cano (Testo del Secolo XV), in «Archivio Storico Sardo», vol. VIII, fasc. 1-2, 1912, pp. 145–189.
- Antonio Cano, Sa vitta et sa morte et passione de Sanctu Gavinu Prothu et Januariu, a c. di Francesco Alziator, Editrice Sarda F.lli Fossataro, Cagliari MCMLXXVI.
- Antonio Cano, Sa Vitta et sa Morte, et Passione de sanctu Gavinu, Prothu et Januariu, a c. di Dino Manca, Centro di Studi Filologici Sardi/Cuec, Cagliari 2002. pdf Archiviato il 23 febbraio 2022 in Internet Archive.